# منتخب العراق تحت 23 سنة لكرة القدم
منتخب العراق الوطني تحت 23 عاماً لكرة القدم، والمعروف أيضا باسم (المنتخب الأولمبي العراقي)، هو الفريق الذي يمثل العراق في مسابقات كرة القدم الدولية في دورة الألعاب الأولمبية ودورة الألعاب الآسيوية،وغيرها من بطولات كرة القدم الدولية الأخرى. وهذا الفريق يتم إدارته من قبل الاتحاد العراقي لكرة القدم واللجنة الأولمبية الوطنية العراقية.
من أبرز إنجازات المنتخب تأهله الى دورة الألعاب الأولمبية ست مرات و وصوله إلى نصف نهائي دورة الألعاب الأولمبية عام 2004 في أثينا وحصوله على المركز الرابع، وفوزه بالميدالية الفضية في دورة الألعاب الآسيوية 2006 في الدوحة، والفوز بلقب بطولة آسيا تحت 22 سنة لكرة القدم في عمان عام 2013، والميدالية البرونزية في دورة الألعاب الآسيوية 2014 في انشيون، والوصول إلى أولمبياد ريو دي جانيرو 2016، وتأهل العراق مؤخراً الى  الألعاب الأولمبية الصيفية 2024 باريس

## نبذة تاريخية

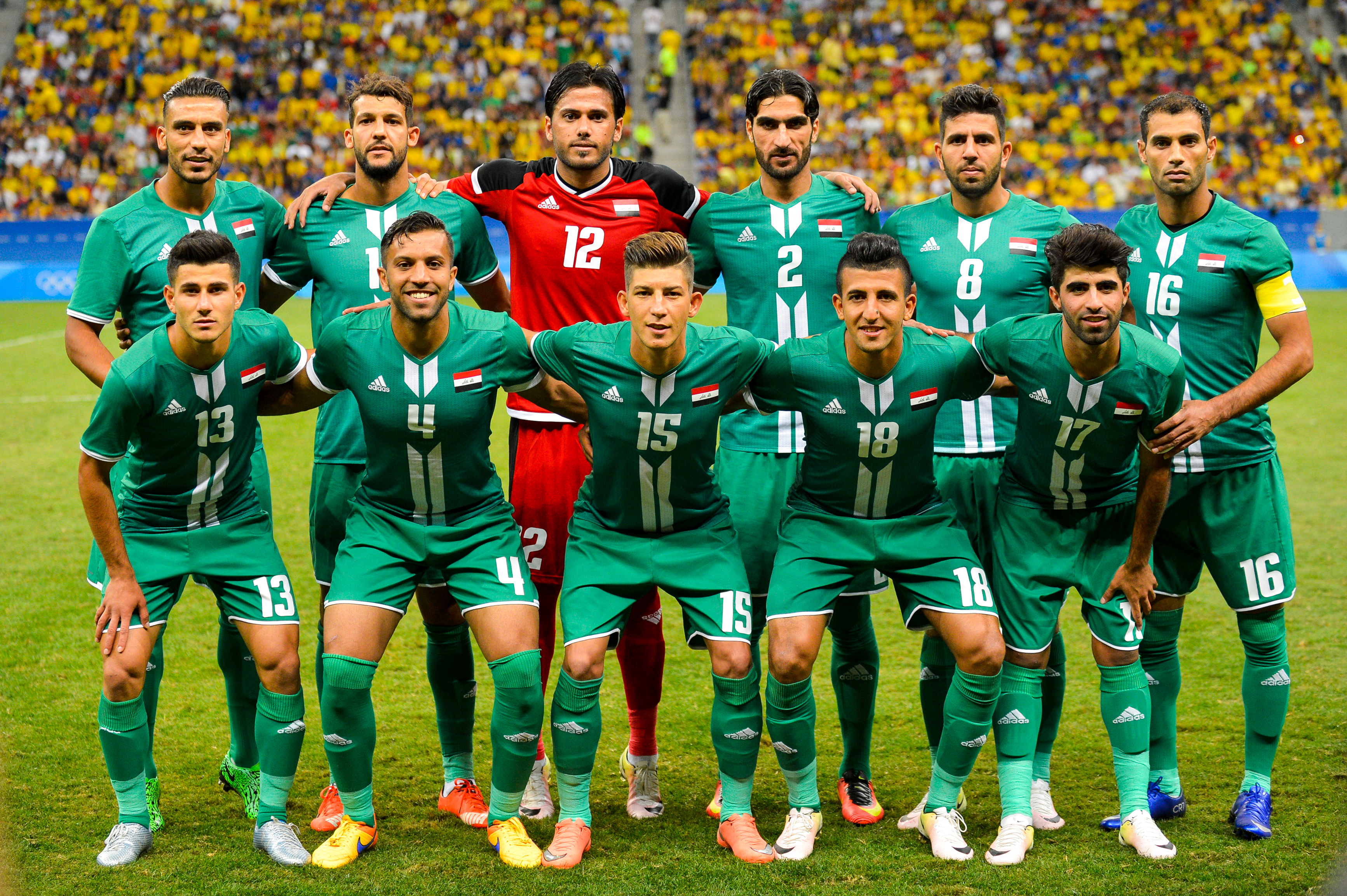
صورة لمباراة العراق ضد البرازيل في اولمبياد ريو 2016

### أولمبياد أثينا 2004
بعد حرمان العراق من المشاركة في أولمبياد برشلونة 1992 والفشل بالتأهل إلى أولمبياد أتلانتا 1996 وأولمبياد سيدني 2000، تأهل العراق إلى نهائيات دورة الألعاب الأولمبية 2004 بعد فوزه في تصفيات قارة آسيا الأولمبية تحت قيادة المدرب عدنان حمد. لعب العراق في مجموعة ضد منتخبات كوستاريكا والمغرب والبرتغال، حقق العراق فوزاً كبيراً على البرتغال 4-2، ثم أعقب ذلك بفوز على كوستاريكا 2-0، ومن ثم خسر 2-1 أمام المغرب في مباراة تحصيل حاصل بعد ضمان التأهل لربع النهائي. وفي الدور ربع النهائي فاز العراق على أستراليا 1-0، وفي الدور نصف النهائي خسر العراق 3-1 من الباراغواي، وفي مباراة الميدالية البرونزية خسر العراق من إيطاليا 1-0 واحتل بذلك المركز الرابع.

### بطولة آسيا تحت 22 سنة عام 2013
وكان الفريق العراقي أول فريق يحصل على لقب بطولة آسيا تحت 22 سنة لكرة القدم. حيث بدأ البطولة بالفوز 3-1 على السعودية، وأعقب ذلك فوز 2-1 على أوزبكستان، ومن ثم 1-0 على الصين، وفي دور ربع النهائي حقق الفوز على اليابان 1-0، وفي الدور نصف النهائي حقق العراق الفوز على منتخب كوريا الجنوبية فوز 1-0 ليصعد إلى المباراة النهائية.
كانت المباراة النهائية ضد منتخب السعودية، وسجل مهند عبد الرحيم الهدف الوحيد للفوز بالبطولة، ليصبح العراق أول فريق يحرز لقب بطولة كأس آسيا تحت 23 سنة بقيادة المدرب العراقي حكيم شاكر.

### بطولة آسيا تحت 23 سنة عام 2016
أقيمت البطولة عام 2016 في قطر في الفترة من 12 إلى 30 يناير، اجتاز العراق التصفيات المؤهلة للبطولة بعد أن تصدر مجموعته في مرحلة التأهيل في سلطنة عمان عام 2015، بعد الفوز على لبنان 4-1 وعلى جزر المالديف 7-1 وعلى البحرين 2-0 والتعادل مع عمان 2-2.
لعب العراق في المجموعة الثالثة وفاز على اليمن 2-0 وأوزبكستان 3-2، وتعادل 1-1 مع منتخب كوريا الجنوبية ليتأهل إلى دور ربع النهائي بعد حصوله على المركز الثاني بعد كوريا الجنوبية.
في الدور ربع النهائي، فاز العراق على الإمارات 3-1 في بعد التمديد لشوطين إضافيين، ليتأهل إلى الدور قبل النهائي، ويخسر في الدقيقة 93 من اليابان بنتيجة 2-1.
في مباراة تحديد المركز الثالث، فاز العراق على قطر 2-1 ليتأهل بذلك إلى أولمبياد ريو دي جانيرو 2016.

### دورة الألعاب الأولمبية ريو 2016
تأهل العراق لدورة الألعاب الأولمبية 2016. ولعب العراق امام الدنمارك وتعادل سلبيا ولعب امام البرازيل وتعادل سلبيا ولعب امام جنوب أفريقيا وتعادل 1-1 وودع البطولة.

## النتائج والمباريات الأخيرة
- فيما يلي قائمة بنتائج المباريات في الأشهر الـ12 الماضية، بالإضافة إلى أي مباريات مستقبلية.

  فوز
  تعادل
  خسارة

### 2023
| مباراة ودية 21 أغسطس 2023 | العراق                                            | 4–2 | السودان | البصرة، العراق                |
|                           | * رضا فاضل - علي جاسم (لاعب كرة قدم) - مصطفى وليد |     |         | الملعب: مدينة البصرة الرياضية |

| مباراة ودية 25 أغسطس 2023 | العراق      | 1–1 | السودان | البصرة، العراق                |
|                           | * أمير فيصل |     |         | الملعب: مدينة البصرة الرياضية |

| مباراة ودية 28 أغسطس 2023 | العراق                                      | 3–0 | اليمن | البصرة، العراق                |
|                           | * رضا فاضل - ذو الفقار يونس - حسين عبد الله |     |       | الملعب: مدينة البصرة الرياضية |

| مباراة ودية 31 أغسطس 2023 | العراق         | 1–2 | عمان | البصرة، العراق                |
|                           | * زيد تحسين 6' |     |      | الملعب: مدينة البصرة الرياضية |

| تصفيات آسيا 6 سبتمبر 2023 | العراق | 13–0 | ماكاو | مدينة الكويت، الكويت     |
| 18:00 ت ع م+3             | * حسين عبد الله 9' 59' (ض.ج.) - ألكساندر أوراها 15' 45+6' - علي جاسم (لاعب كرة قدم) 26' 44' - رضا فاضل 37' 47' 57' - بلند حسن 42' - زيد تحسين 63' - ذو الفقار يونس 65' - منتظر عبد الأمير 86' |      |       | الملعب: ملعب نادي الكويت |

| تصفيات آسيا 9 سبتمبر 2023 | تيمور الشرقية | 0–6   | العراق                                                                 | مدينة الكويت، الكويت                                                 |
| 18:00 ت ع م+3             |               | تقرير | *علي جاسم 17' - حسين 26' (ض. ج.)، 44'، 64' - منتظر محمد 72' - فاضل 91' | الملعب: ملعب نادي الكويت الحضور: 50 الحكم: محمود سالم المقرفي (عمان) |

| تصفيات آسيا 12 سبتمبر 2023 | العراق                   | 2–2   | الكويت                    | مدينة الكويت، الكويت                                                                               |
| 20:00 ت ع م+3              | *العماري 69' - سعدون 73' | تقرير | *العوضي 48' - السلامة 65' | الملعب: ملعب جابر الأحمد الدولي الحضور: 11,240 الحكم: سلمان أحمد فلاحي (الاتحاد القطري لكرة القدم) |

| مباراة ودية 12 أكتوبر 2023 | المغرب | 0–1 | العراق             | الدار البيضاء، المغرب  |
|                            |        |     | * أمين الحماوي 42' | الملعب: ملعب الأب جيكو |

| مباراة ودية 14 أكتوبر 2023 | العراق                                                        | 3–1 | جمهورية الدومينيكان | الدار البيضاء، المغرب  |
|                            | * حسين عبد الله 6' - ألكساندر أوراها 15' - سيابند المسنين 86' |     |                     | الملعب: ملعب الأب جيكو |

| مباراة ودية 18 نوفمبر 2023 | الولايات المتحدة | 1–1 | العراق | سان بييدرو ديل بيناتار، إسبانيا |
| 11:00 ET                   | * بلند حسن       |     |        | الملعب: بيناتار أرينا           |

| مباراة ودية 21 نوفمبر 2023 | ساحل العاج | 4–0 | العراق | سان بييدرو ديل بيناتار، إسبانيا |
|                            |            |     |        | الملعب: بيناتار أرينا           |

### 2024
| مباراة ودية 20 يناير 2024 | مصر | 0–1 | العراق            | دبي، الإمارات العربية المتحدة |
|                           |     |     | * هالو فياق 90+6' |                               |

| مباراة ودية 23 يناير 2024 | الإمارات العربية المتحدة | 0–4 | العراق                                     | دبي، الإمارات العربية المتحدة |
|                           |                          |     | * لوندي - منتظر محمد - عمر مجبس - حسن خالد |                               |

| مباراة ودية 27 يناير 2024 | توغو | 2–3 | العراق                                           | دبي، الإمارات العربية المتحدة |
|                           |      |     | * جوزيف الإمام 39' - كرار علاء 68' - لوندي 90+4' |                               |

| مباراة ودية 11 أبريل 2024 | اليابان | 1–0 | العراق | الدوحة، قطر            |
|                           |         |     |        | الملعب: ملعب جامعة قطر |

| كأس آسيا 16 أبريل 2024 | العراق | 0–2   | تايلاند                  | الوكرة، قطر                                                        |
| 18:30                  |        | تقرير | *واريس 26' - تيراساك 65' | الملعب: استاد الجنوب الحضور: 854 الحكم: أحمد عيسى درويش (الإمارات) |

| كأس آسيا 19 أبريل 2024 | طاجيكستان                              | 2–4   | العراق                                                                    | الوكرة، قطر                                                                      |
| 21:00                  | *سويروف 45+9' (ص.ج.) - مادامينوف 90+5' | تقرير | *منتظر محمد 14' - علي جاسم (لاعب كرة قدم) 22' (ض.ج.) - خالد 56' - سعد 87' | الملعب: استاد الجنوب الحضور: 4,273 الحكم: شون إيفانز (اتحاد أستراليا لكرة القدم) |

| كأس آسيا 22 أبريل 2024 | السعودية                                               | 1–2   | العراق                                            | الريان (قطر)، قطر                                                            |
| 18:30                  | *أحمد الغامدي (لاعب كرة قدم مواليد 2001) 45+10' (ض.ج.) | تقرير | *علي جاسم (لاعب كرة قدم) 45+1' (ض.ج.) - سعدون 63' | الملعب: استاد خليفة الدولي الحكم: هيرويوكي كيمورا (اتحاد اليابان لكرة القدم) |

| كأس آسيا 26 أبريل 2024 | العراق                              | 1–0   | فيتنام | الوكرة، قطر                                                                |
| 18:30                  | *علي جاسم (لاعب كرة قدم) 64' (ض.ج.) | تقرير |        | الملعب: استاد الجنوب الحكم: كو هيونغ جين (اتحاد كوريا الجنوبية لكرة القدم) |

| كأس آسيا 29 أبريل 2024 | اليابان                             | 2–0   | العراق | الريان (قطر)، قطر                                                                    |
| 20:30                  | *ماو هوسويا 28' - ريوتارو أراكي 42' | تقرير |        | الملعب: ملعب جاسم بن حمد الحضور: 6,405 الحكم: شون إيفانز (اتحاد أستراليا لكرة القدم) |

| كأس آسيا 2 مايو 2024 | العراق                                       | 2–1   | إندونيسيا | الدوحة، قطر                                                                                     |
| 18:30                | *زيد تحسين 27' - علي جاسم (لاعب كرة قدم) 96' | تقرير | *جينر 19' | الملعب: استاد عبد الله بن خليفة الحضور: 8,090 الحكم: ماجد الشمراني (الاتحاد السعودي لكرة القدم) |

| مباراة ودية 17 يوليو 2024 | العراق         | 1–2 | مصر                    | آنجليه، فرنسا |
|                           | *زيد تحسين 53' |     | *إبراهيم عادل 30'، 65' |               |

| الألعاب الأولمبية 24 يوليو 2024 | العراق                                              | 2–1   | أوكرانيا        | ديسين-شاربيو، فرنسا                                                                             |
| 19:00                           | *أيمن حسين 57' (ض.ج.) - علي جاسم (لاعب كرة قدم) 75' | تقرير | *روبتشينسكي 53' | الملعب: بارك أولمبيك ليون الحضور: 10,637 الحكم: محمود علي إسماعيل (الاتحاد السوداني لكرة القدم) |

| الألعاب الأولمبية 27 يوليو 2024 | الأرجنتين | 3–1 | العراق | ديسين-شاربيو، فرنسا       |
| 15:00                           |           |     |        | الملعب: بارك أولمبيك ليون |

| الألعاب الأولمبية 30 يوليو 2024 | المغرب | ضدّ | العراق | نيس، فرنسا             |
| 17:00                           |        |    |        | الملعب: أليانز ريفييرا |